# Kasteel Bouvigne

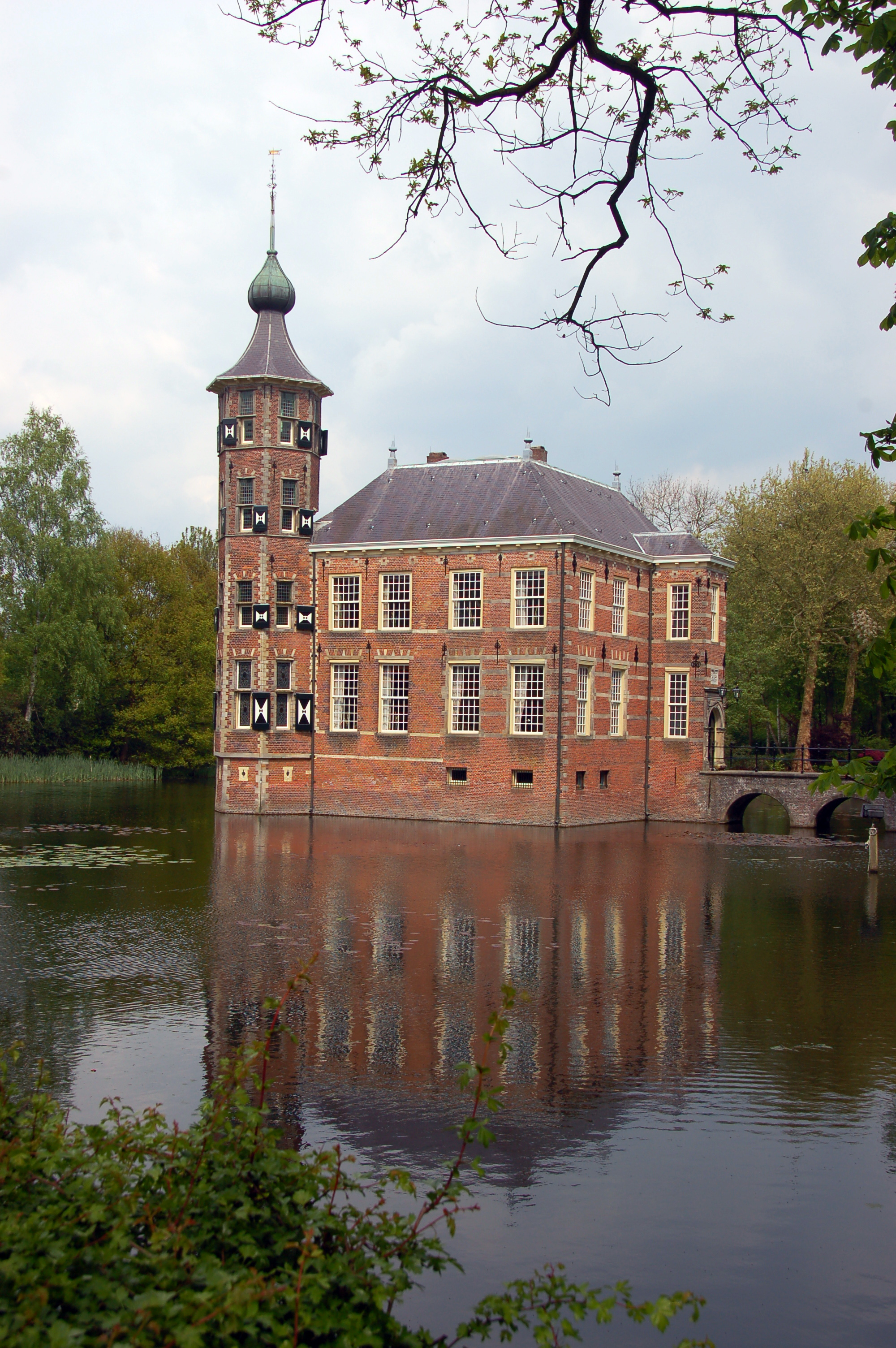
Breda: Kasteel Bouvigne

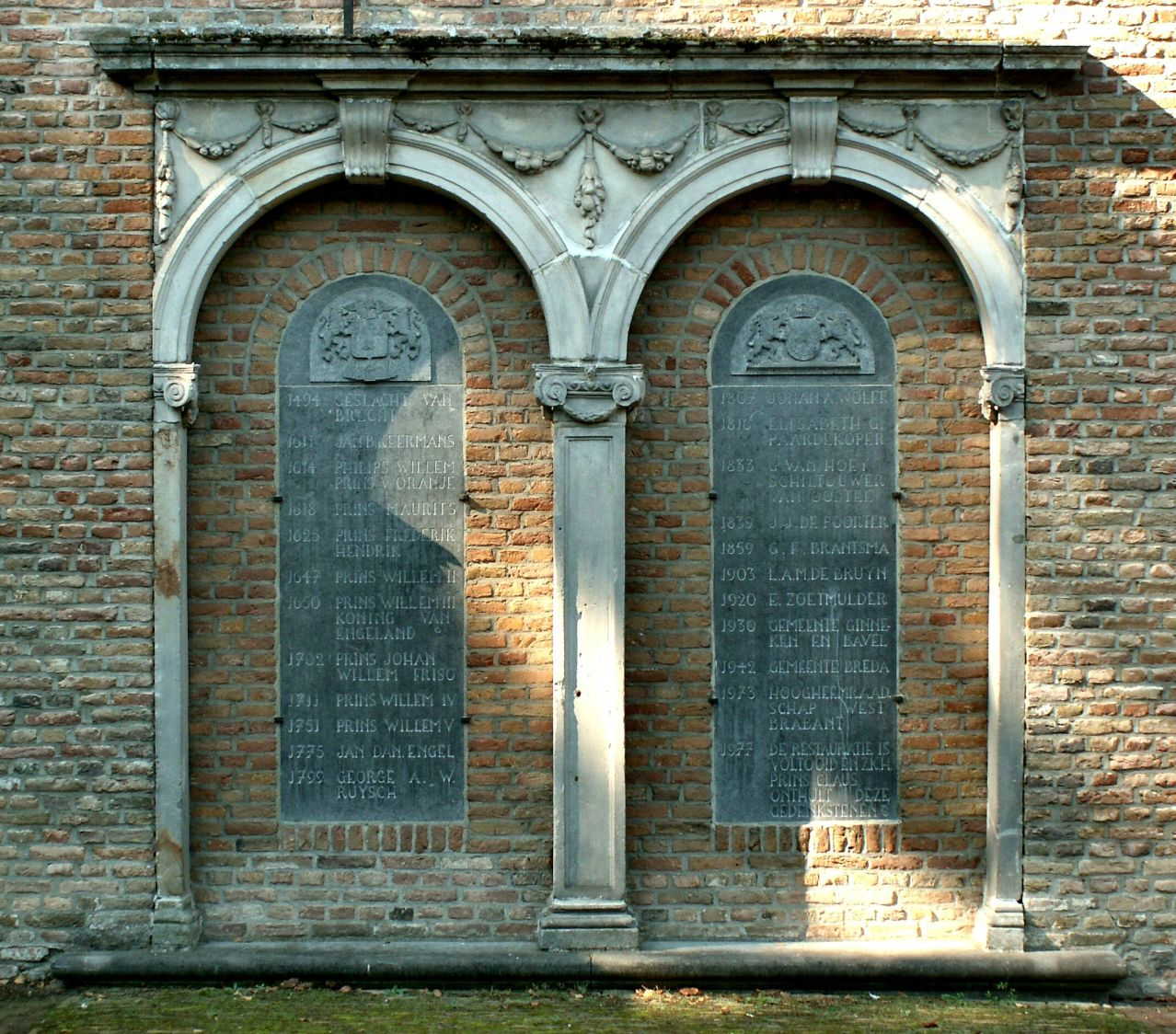
Plaquette met alle eigenaren van Kasteel Bouvigne

Kasteel Bouvigne in de Nederlandse provincie Noord-Brabant ligt even buiten de wijk het Ginneken en vlak bij het Mastbos ten zuiden van Breda. Erachter ligt het Markdal.
Het is sinds 1972 eigendom van Waterschap Brabantse Delta. Na restauratie tussen 1975 en 1977 werd het op 13 september 1977 heropend door prins Claus.

## Geschiedenis
Het is onbekend hoe oud het kasteel precies is en hoe het er oorspronkelijk heeft uitgezien. Vanaf 1494 was er op het goed De Boeverie sprake van een omwaterd stenen huis nabij de daar al gelegen grote en kleine hoeve. De kleine hoeve stond bij de kruising van de Duivelsbruglaan en de Bouvignelaan maar ging in vlammen op tijdens de belegering van Breda door Spinola in 1624. De grote hoeve was sinds 1614 eigendom van de Prinsen van Oranje en sinds 1881 van de staat. In 1941 werd de boerderij door een V1-raket verwoest maar later herbouwd.
Voor zover bekend kwam het stenen huis voor het eerst in 1554 voor in een officiële akte: het testament van de vroegere eigenaar Jacob van Brecht. In dit testament werd het gebouw omschreven als een statig stenen huis omgeven met grachten. Het herenhuis is in de loop der tijd uitgebreid. Op het stenen huis is tussen 1554 en 1611 de eerste verdieping van de toren gebouwd. In de drie jaar daarna volgden er nog enkele andere verbouwingen en is de toren verhoogd met een tweede verdieping. Op 8 oktober 1614 kocht prins Filips Willem van Oranje huize 'Boeverijen' voor 27.000 gulden van zijn zaakwaarnemer en vertrouweling Jean Baptiste Keeremans die het met zijn verbouwingen de huidige Renaissance-aanblik had gegeven. Filips-Willem was de oudste zoon en erfgenaam van zijn vermoorde vader Willem van Oranje. Hij was baron van Breda van 1609 tot 1618. Keeremans verwachtte een benoeming als drossaard van Breda (vertegenwoordiger van de prins, vergelijkbaar met de functie van burgemeester), maar de Staten-Generaal keurden zijn benoeming af vanwege zijn katholicisme en vermeende anti-calvinisme.
Bouvigne is een voornaam herenhuis en werd nooit als jachthuis gebruikt. De jachtgebieden van de Oranjes lagen ten noorden van het Prinsenhof (Kasteel van Breda) en bij het Liesbos. Het Mastbos is een aangelegd productiebos voor hout. Het is niet duidelijk waar Filips-Willem het kasteel voor gebruikte, hij woonde op het Prinsenhof. Wellicht stelde hij het ter beschikking als woning van een rentmeester.
In totaal hadden achter elkaar acht prinsen het kasteel in hun bezit. In 1637 was het het hoofdkwartier toen prins Frederik Hendrik de stad Breda belegerde om aan de Spaanse overheersing een eind te maken. Hendrik Carel van Naerssen verzette zich in 1774 tegen plannen om het gebouw wegens verwaarlozing af te breken. De Nassause Domeinraad gaf toe. De welgestelde koffieplanter George Ruysch knapte het kasteel op en verfranste de naam naar Bouvigne (zo werd het genoemd in 1802 in een koopakte). Vanaf 1930 kwam het kasteel in handen van de overheid en werd het onder andere lange tijd verhuurd aan de Catechisten van de Eucharistische Kruistocht (Pius X-stichting).
In 2007 was het kasteel regelmatig in het plaatselijke nieuws in verband met controversiële bouwplannen. Sinds 1 oktober 2010 is kasteel Bouvigne een van de officiële trouwlocaties binnen de gemeente Breda.

## Tuinen
Er zijn drie verschillende tuinen, alle voorzien van beelden:
- een Franse tuin, op initiatief van mr. Leopold de Bruyn (de toenmalige eigenaar) rond 1913 aangelegd
- een Engelse tuin, aangelegd rond 1920. In het midden staat een kapel die in 1932 gebouwd is door de Pius X-stichting
- een Duitse tuin, aangelegd in de jaren dertig, met de voormalige grafkapel van de in 1946 overleden mgr. Frans Frencken, de geestelijk leider van de catechisten.
- In de grafkapel zijn 2 gehandicapte meisjes op 22 januari 2016 herbegraven, nadat ze 75 jaar lang onopgemerkt waren gebleven achter de kapel. In de uitzending van 'De Zaak Van Je Leven' van omroep WNL van 8 december 2020 is hier aandacht aan besteed.

De tuinen zijn te bezoeken. Het kasteel is dat alleen op speciale dagen, bijvoorbeeld de Brabantse Kastelendag.

## Grensoverschrijdende monumentale overeenkomsten

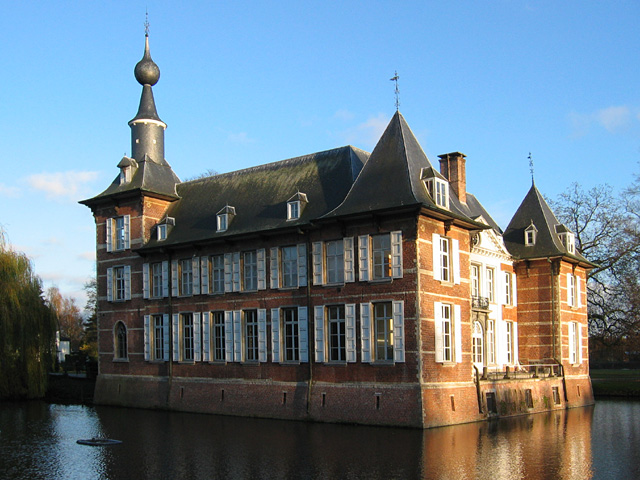
Kasteel van Schoten

Kasteel Bouvigne bezit een gelijkenis met het grotere kasteel van Schoten in de Belgische gemeente Schoten. De heerlijkheid Breda stond eertijds (van 1167 tot 1268) onder gezag van de heren van Schoten (de vlaggen van Schoten en Breda zijn identiek). Toch is er van een relatie tussen beide kastelen niets bekend. Ten tijde van de heren van Schoten vormde het goed De Boeverie (het latere Bouvigne) mogelijk al een middeleeuws eigengoed. In de vijftiende en zestiende eeuw was er een omwaterd herenhuis gevestigd, dat in bezit was van de familie Van Brecht. Nadat in 1548 de bouw van het huidige kasteel was begonnen, begon in 1611 de definitieve verbouwing waarbij het huis zijn huidige vorm kreeg.
Er zijn meer grensoverschrijdende monumentale overeenkomsten tussen Breda en de provincie Antwerpen. Zo is er een gelijkenis tussen de toren van de Grote Kerk in Breda en de Sint-Katharinakerk in Hoogstraten (Noorderkempen).